# Hygrohypnum closteri
Hygrohypnum closteri là một loài Rêu trong họ Amblystegiaceae. Loài này được (Austin) Grout mô tả khoa học đầu tiên năm 1910.